# Rebračevke
Rebračevke (lat. Blechnaceae),  porodica papratnica u redu osladolike; ponekad se tretira kao potporodica slezeničevki (Aspleniaceae) pod imenom Blechnoideae. Postoji 265 vrsta (i 10 hibrida) unutar 25 rodova. Ime je došlo po rodu rebrača (Blechnum)

## Opis
Blechnaceae, porodica lančanih paprati (red Polypodiales), koja sadrži 7-9 rodova i više od 200 vrsta. Porodicas se javlja gotovo diljem svijeta, ali je najraznovrsnija u tropskim regijama južne hemisfere. Gotovo sve vrste su kopnene ili rastu na stijenama. Brojne vrste Blechnum (“jelenja paprat”), Doodia i Woodwardia uzgajaju se kao ukrasne biljke u vrtovima, staklenicima, zimskim vrtovima i domovima.
Morfologija lišća u cijeloj porodici je izuzetno varijabilna, u rasponu od perasto režnjevitog do nekoliko puta perasto složenog, a vegetativno i plodno lišće dimorfno je kod nekih rodova. Neke vrste Blechnum i Sadleria razvijaju kratke, čvrste stabljike poput debla i krute, kožaste listove, što im više daje izgled Cikasa nego tipične paprati. Sorusi variraju od oblika graha do linearnog. Povremeno se čini da pokrivaju cijelu površinu donje strane plodnog lišća. Često su prekriveni membranskim zaštitnim poklopcem tkiva (induzijem), koji je pričvršćen bočno uz unutarnju stranu sorusa. Spore su većinom graholike (obostrane).

## Potporodice i rodovi
1. Familia Blechnaceae Newman (265 spp.)
  1. Subfamilia Woodwardioideae Gasper, V. A. O. Dittrich & Salino
    1. Lorinseria C. Presl (1 sp.)
    2. Anchistea C. Presl (1 sp.)
    3. Woodwardia J. E. Sm. (13 spp.)

  2. Subfamilia Stenochlaenoideae (Ching) J. P. Roux
    1. Salpichlaena Hook. (4 spp.)
    2. Telmatoblechnum Perrie, D. J. Ohlsen & Brownsey (2 spp.)
    3. Stenochlaena J. Sm. (6 spp.)

  3. Subfamilia Blechnoideae Gasper, V. A. O. Dittrich & Salino
    1. Struthiopteris Scop. (3 spp.)
    2. Brainea J. Sm. (1 sp.)
    3. Spicantopsis Nakai (3 spp.)
    4. Sadleria Kaulf. (6 spp.)
    5. Cleistoblechnum Gasper & Salino (1 sp.)
    6. Blechnidium T. Moore (1 sp.)
    7. Blechnopsis C. Presl (2 spp.)
    8. Lomaridium C. Presl (16 spp.)
    9. Lomaria Willd. (7 spp.)
    10. Icarus Gasper & Salino (1 sp.)
    11. Cranfillia Gasper & V. A. O. Dittrich (23 spp.)
    12. Blechnum L. (24 spp.)
    13. Austroblechnum Gasper & V. A. O. Dittrich (34 spp.)
    14. Neoblechnum Gasper & V. A. O. Dittrich (1 sp.)
    15. Oceaniopteris Gasper & Salino (8 spp.)
    16. Doodia R. Br. (19 spp.)
    17. Diploblechnum Hayata (6 spp.)
    18. Lomariocycas J. Sm. (17 spp.)
    19. Parablechnum C. Presl (66 spp.)

## Vanjske poveznice
|  | Zajednički poslužitelj ima još gradiva o temi Blechnaceae |
|  | Wikivrste imaju podatke o taksonu Blechnaceae             |